# Kuno Becker

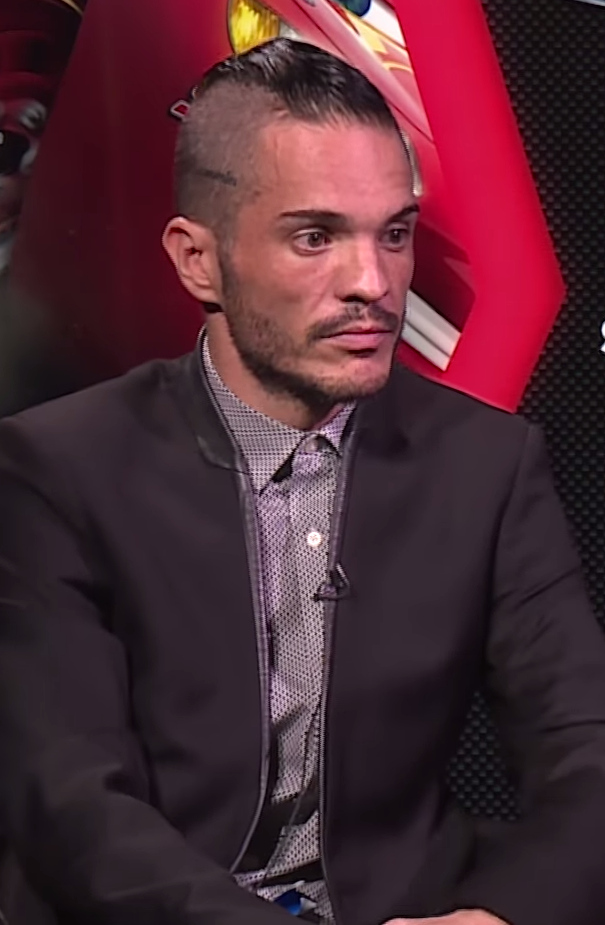
Kuno Becker

Eduard Kuno Becker Baz (* 14. Januar 1978 in Mexiko-Stadt) ist ein mexikanischer Schauspieler.

## Leben
Becker, Großneffe der bekannten mexikanischen Schauspielerin María Félix, strebte eigentlich eine Karriere als Sologeiger an und begann ein Studium als Stipendiat am Mozarteum in Salzburg und am Nacional de Musica in Mexico Violine, das er mit 17 abschloss. Anschließend entschied er sich, Schauspiel an der Hochschule Centro de Educación Artística zu studieren. Er spielte seit dem Jahr 1996 in Fernsehserien wie Te sigo amando und Para toda la vida. Seine erste größere Rolle in einem Kinofilm übernahm er im mexikanischen Filmdrama The First Night aus dem Jahr 1998. Im Jahr 1999 erhielt er für seine Theaterarbeit den Herald Award. Für seine Rolle in der Komödie La hija del caníbal (2003) wurde er 2003 für die mexikanische Variante des MTV Movie Awards nominiert. Im Filmdrama Imagining Argentina (2003) war er in einer Nebenrolle an der Seite von Antonio Banderas und Emma Thompson zu sehen.
Im Historienfilm Nomad (2005) übernahm Becker eine der Hauptrollen. Eine Hauptrolle spielte er ebenfalls im US-amerikanisch-britischen Sportdrama Goal – Lebe deinen Traum (2005), wofür er 2006 für den Teen Choice Award nominiert wurde und 2007 den Imagen Award erhielt. Auf die Hauptrolle im Filmdrama English as a Second Language (2005) folgte eine weitere in der Fortsetzung Goal II – Der Traum ist real! (2007), in der Nebenrollen unter anderen mit Leonor Varela, Elizabeth Peña, Rutger Hauer und Alessandro Nivola besetzt wurden. In der Komödie Sex and Breakfast (2007) spielte er den Ehemann von Renee (Eliza Dushku), der gemeinsam mit den Eheleuten James (Macaulay Culkin) und Heather (Alexis Dziena) im Rahmen einer Therapie Partnertausch praktiziert.
Anfang Oktober 2012 wurde Becker für die Rolle des Andres Ramos in der Fernsehserie Dallas, der Fortsetzung der gleichnamigen Fernsehserie aus den 1980er-Jahren, verpflichtet.

## Filmografie (Auswahl)
- 1998: The First Night (La primera noche)
- 2001: Primer amor… tres años después
- 2003: La hija del caníbal
- 2003: Imagining Argentina
- 2005: Once Upon a Wedding
- 2005: Nomad – The Warrior
- 2005: Goal – Lebe deinen Traum (Goal! The Dream Begins)
- 2005: English as a Second Language
- 2007: Goal II – Der Traum ist real! (Goal II: Living the Dream)
- 2007: Sex and Breakfast
- 2009: Goal III – Das Finale
- 2009: From Mexico with Love
- 2011: Dr. House (House, Fernsehserie, Episode 7x08)
- 2011: From Prada to Nada
- 2011: The Defenders (Fernsehserie, 5 Episoden)
- 2011–2012: CSI: Miami (Fernsehserie, 3 Episoden)
- 2013: Tage der Freiheit – Schlacht um Mexiko (Cinco de Mayo: La batalla)
- 2013–2014: Dallas (Fernsehserie, 17 Episoden)
- 2022: Green Ghost and the Masters of the Stone

## Auszeichnungen und Nominierungen
- 1999: Herald Award
- 2003: Nominierung MTV Movie Award (Mexiko) für La hija del caníbal
- 2006: Nominierung Teen Choice Award für Goal – Lebe deinen Traum
- 2007: Imagen Award für Goal – Lebe deinen Traum